# Kasanei repülőtér
A Kasanei repülőtér (IATA: BBK, ICAO: FBKE) Botswana egyik nemzetközi repülőtere, amely Kasane közelében található. Éves utasforgalma 107 078 fő (2018).

## Futópályák
A repülőtér futópályái:
- 08/26 (3000 m, 45 m, aszfalt)

## Forgalom
Az utasforgalom az elmúlt években az alábbi módon változott:
| 2017 | 96 975  |
| 2018 | 107 078 |